# نهر السلوين
يقع نهر السلوين في قارة آسيا ، ويعد من أهم انهار بورما ، ينبع من منطقة شرق التبت ، ويجري عبر الاجزاء الشرقية لبورما إلى خليج البنغال ويصب في المحيط الهندي قرب مولمين ، يبلغ طوله 1214 كم ، وتتجمع فيه مياه شرق بورما وغرب تايلاند ، لا يعتبر ذا أهميه تذكر كطريق تجاري وذلك لأنه يجري في ممر ضيق ، ويعتبر الجزء الأدنى لنهر السلوين مهما لري المحاصيل الزراعية. تعتبر دلتا نهر السلوين من أكثر المناطق خصوبة ببورما ، وفي موسم الفيضان يرتفع مستوى مياه النهر إلى 30م فوق المستوى الأدنى لمياهه ويتحول إلى سيل جارف